# Maria da Paixão da Costa

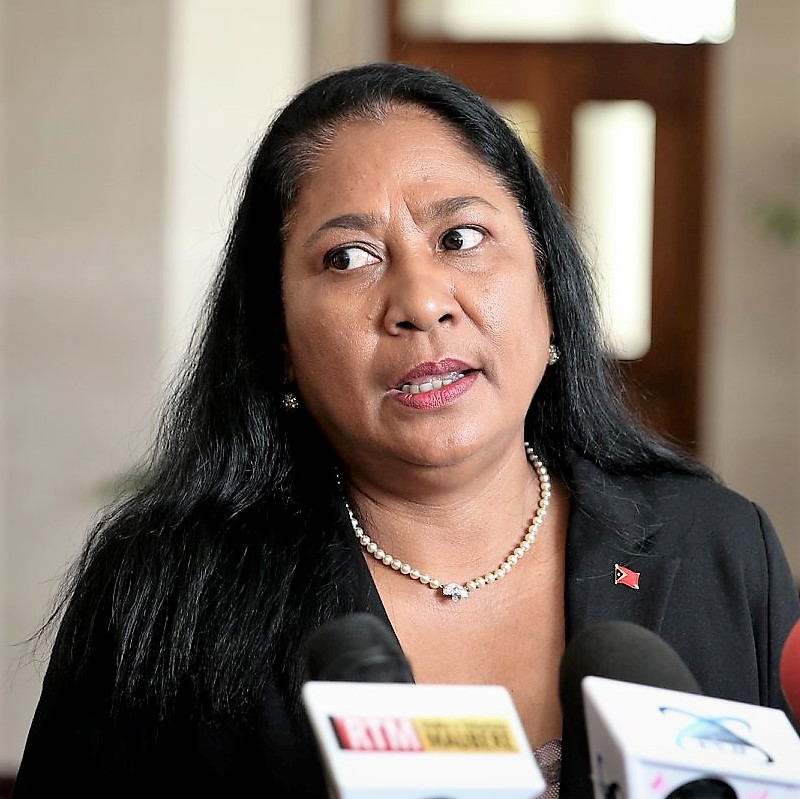
Maria da Paixão da Costa (2019)

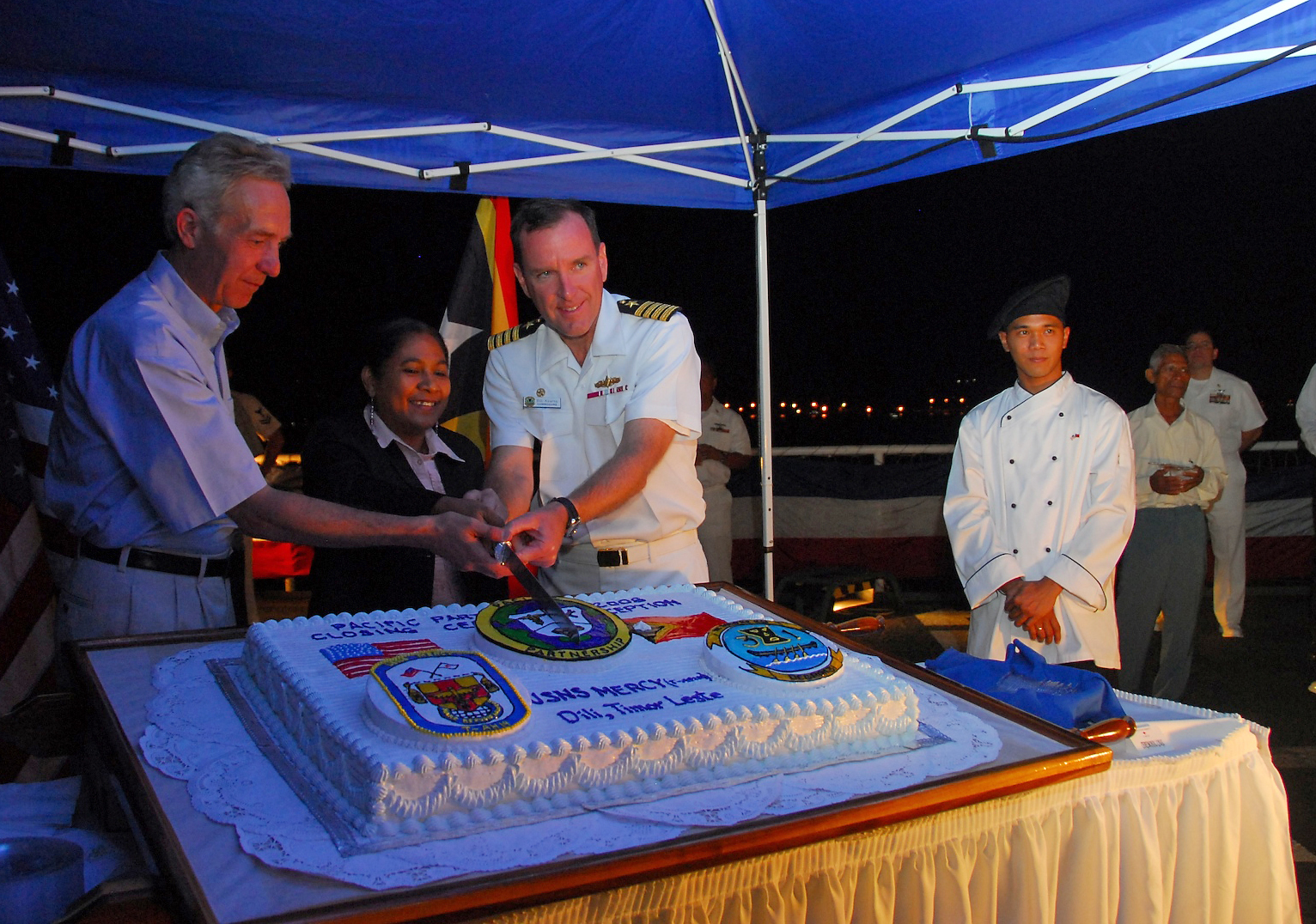
Maria da Paixão da Costa mit US-Botschafter Hans G. Klemm an Bord der USNS Mercy in Dili (2008)

Maria da Paixão de Jesus da Costa (* 2. April 1960 in Remexio, Portugiesisch-Timor) ist eine Politikerin und Diplomatin aus Osttimor. Sie ist Mitglied in der Partido Social Democrata (PSD) und war Vizepräsidentin der Partei.

## Werdegang
Costa hat Politikwissenschaften studiert.
Während der UN-Verwaltung Osttimors war sie zivile Administratorin für ihren Heimatdistrikt Aileu. 2001 verfehlte sie bei den Parlamentswahlen in Osttimor 2001 den Einzug in die verfassunggebende Versammlung für die PSD, wurde aber Abgeordnete des Nationalparlament Osttimors als Nachrückerin. Bei den Neuwahlen 2007 wurde Costa als Abgeordnete der PSD bestätigt. In der zweiten Legislaturperiode war sie Mitglied der Kommission für Wirtschaft, Finanzen und Korruptionsbekämpfung (Kommission C) und Vizepräsidentin des Parlaments.
Bei den Parlamentswahlen 2012 war Costa nicht mehr auf der Wahlliste der PSD vertreten. Ohnehin scheiterte die PSD an der Drei-Prozent-Hürde.
Ab dem 24. Februar 2014 war Costa Botschafterin Osttimors in Portugal, ab dem 21. März 2015 war sie auch für Kap Verde zuständig. Ihre Dienstzeit endete 2020, als ihr Isabel Guterres als Botschafterin folgte.